# Fressines
Fressines ist eine französische Gemeinde mit 1.769 Einwohnern (Stand: 1. Januar 2022) im Département Deux-Sèvres in der Region Nouvelle-Aquitaine. Sie gehört zum Arrondissement Niort und zum Kanton Celles-sur-Belle. Die Einwohner werden Fressinois genannt.

## Geographie
Fressines liegt etwa zehn Kilometer östlich von Niort am Lambon. Umgeben wird Fressines von den Nachbargemeinden La Crèche im Norden, Sainte-Néomaye im Nordosten, Aigonnay im Osten, Mougon-Thorigné im Süden und Südosten sowie Vouillé im Westen und Südwesten.

## Bevölkerungsentwicklung
| Jahr                      | 1962 | 1968 | 1975 | 1982 | 1990 | 1999 | 2006 | 2013 |
| Einwohner                 | 567  | 557  | 513  | 803  | 993  | 1079 | 1226 | 1596 |
| Quelle: Cassini und INSEE |      |      |      |      |      |      |      |      |

## Persönlichkeiten
- Pierre Moinot (1920–2007), Schriftsteller